# Nostis et nobiscum
Nostis et nobiscum (latim: "Sabeis e vedes conosco") é uma encíclica promulgada pelo Papa Pio IX em 8 de dezembro de 1849, acerca da Igreja nos Estados Papais. Neste documento, o pontífice denuncia o socialismo e comunismo por tentar confundir os fieis com novas doutrinas, tratando, ainda, sobre os complôs e conspirações criados por revolucionários e racionalistas no intuito de destruir o poder temporal da Igreja Católica. Pio IX lamenta o problema do indiferentismo religiosos, e admoesta os italianos a obedecerem as autoridades políticas legítimas. Acrescenta, ainda, que somente a fé cristã protege a verdadeira liberdade e igualdade, de modo que as revoluções socialistas são inúteis. 